# Demänovská Dolina
Demänovská Dolina (Hongaars:Göncölfalva) is een Slowaakse gemeente in de regio Žilina, en maakt deel uit van het district Liptovský Mikuláš.
Demänovská Dolina telt 203 inwoners.

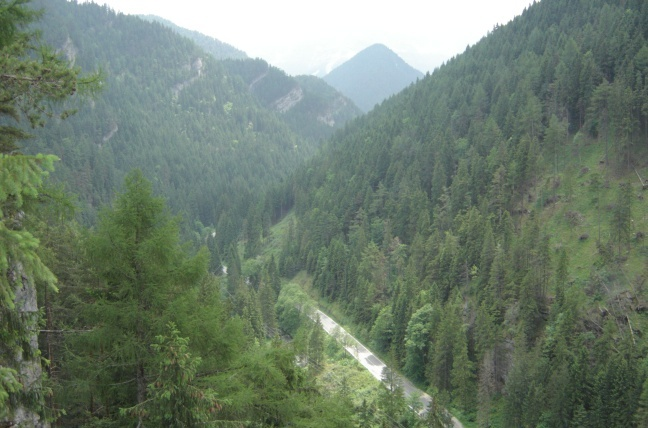
Demänovská Dolina